# Вегревил (Алберта)
Вегравил (енгл. Vegreville; /ˈvɛɡrəvɪl/) је малена варошица у централном делу канадске провинције Алберта. Насеље су 1906. основали украјински досељеници чији потомци и данас иако у потпуности асимиловани, чине основу популације вароши. Варош се налази на 103 км источно од административног центра провинције Едмонтона у статистичкој области Централна Алберта.
Варош лежи у зони интензивне пољопривреде тако да је ова делатност основа провредног живота заједнице.
Према резултатима пописа становништва 2011. у варошици је живело 5.717 становника што је за 3,6% више у односу на стање из 2006. када је регистровано 5.519 житеља.
У знак сећања на Украјинце који су основали насеље у јулу се сваке године одржава фестивал украјинске културе. Највећа знаменитост насеља је велика скулптура васкршњег јајета (украјинска писаница), највећа на свету, која је подигнута 1974. на стогодишњицу оснивања канадске краљевске коњичке полиције и која је уједно симбол етничке разноликости вароши. Скулптура је висока 9 метара и тешка 2,5 тона.

## Становништво
| 2006. | 2011. |
| ----- | ----- |
| 5.519 | 5.717 |